# Morbidelli
Morbidelli war ein italienischer Motorradhersteller, der in Pesaro ansässig war.

## Geschichte

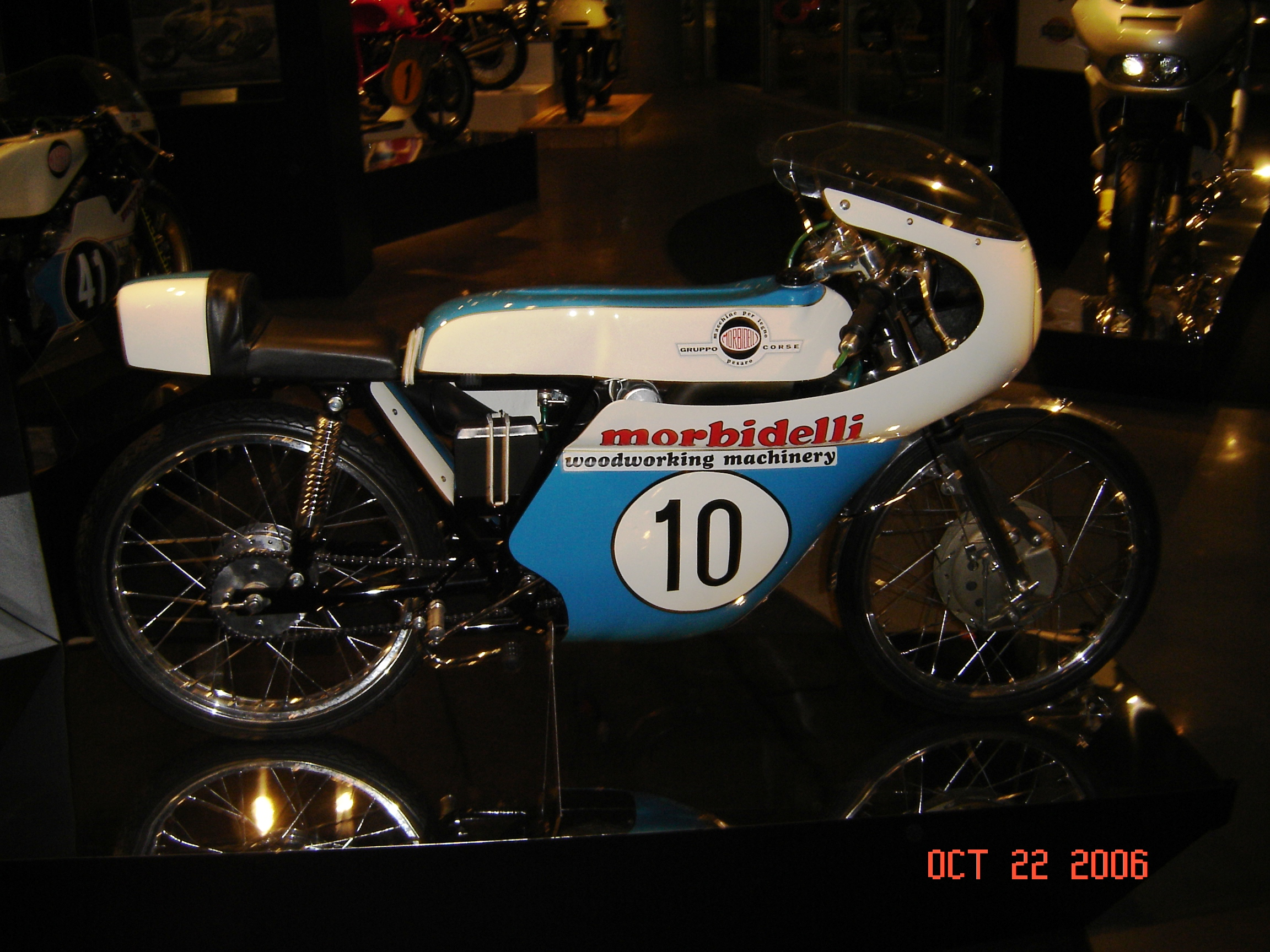
50-cm³-Grand-Prix-Maschine von 1971

In dem 1952 für Maschinen zur Holzbearbeitung gegründeten Unternehmen kam Ende der 1960er beim Eigentümer Giancarlo Morbidelli, der selbst Rennen fuhr, die Idee auf, eine Motorradsparte zu eröffnen. Ab 1969 nahmen die Motorräder von Morbidelli mit einer von Franco Ringhini entwickelten 50-cm³-Maschine an der Motorrad-Weltmeisterschaft teil. Später kamen Zweitakter bis 350 cm³ hinzu, die recht erfolgreich waren. Für Morbidelli fuhren Fahrer wie Eugenio Lazzarini, Toni Mang und Pier Paolo Bianchi. Neben Ringhini zeigte sich auch Jörg Möller, der bereits den Basismotor für die Kreidler Van Veen entworfen hatte, für die Entwicklung der Modelle zuständig. Ab 1975 arbeitete man unter dem Kürzel MBA mit Benelli zusammen.
Neben den Erfolgen bei nationalen Läufen, darunter sieben italienische Meistertitel, konnten die Maschinen des Herstellers in der FIM-Motorrad-Weltmeisterschaft weit über 30 Siege einfahren. 1979 fuhr Graziano Rossi – der Vater von Valentino Rossi – mit Morbidelli im Gesamtklassement der 250 cm³ bis auf Platz drei vor. Die 125-cm²-Maschine holten zwei Weltmeistertitel: 1976 und 1977. Die Motorräder fungierten auch als Werbeträger für die Sparte Maschinenbau. In Folge der Dominanz der japanischen Hersteller ging die Marke ab Ende der 1970er, wie viele europäische Hersteller, unter. 1982 wurde die Produktion von Zweirädern eingestellt. Im Jahr 1994 unternahm Giancarlo Morbidelli den Versuch einer Wiederbelebung der Marke mit einer spektakulären 850-cm³-V8-Maschine, der Morbidelli V8, scheiterte aber.
Der Maschinenbauer Morbidelli wurde 1987 von der SCM Group mit Sitz in Rimini übernommen. Die SCM Group entwickelt und fertigt neben Holzbearbeitungsanlagen auch CNC-Maschinen für die Bearbeitung von Verbundwerkstoffen, Stein und Glas.
Heute erinnert ein Museum am ehemaligen Firmensitz an die Geschichte der Marke. Es wird unter anderem die komplette Weltmeisterschaftsgeschichte durch die Exponate dargelegt. 2014 drehten Jeffrey Zani und Matthew Gonzales einen Dokumentarfilm mit zahlreichen Zeitzeugen über die Motorradmarke. Nachdem der Film bei einigen Filmfestivals lief, wird der Film auch auf DVD vertrieben.

## Sonstiges
Der italienische Automobilrennfahrer Gianni Morbidelli ist der Sohn des Firmengründers Giancarlo Morbidelli. Hingegen ist der Motorradrennfahrer Franco Morbidelli nicht mit Giancarlo Morbidelli verwandt.